# Tótila Albert
Tótila Albert Schneider (Santiago, 30 de noviembre de 1892-Santiago, 27 de septiembre de 1967) fue un escultor chileno, perteneciente a la generación de 1928.

## Biografía

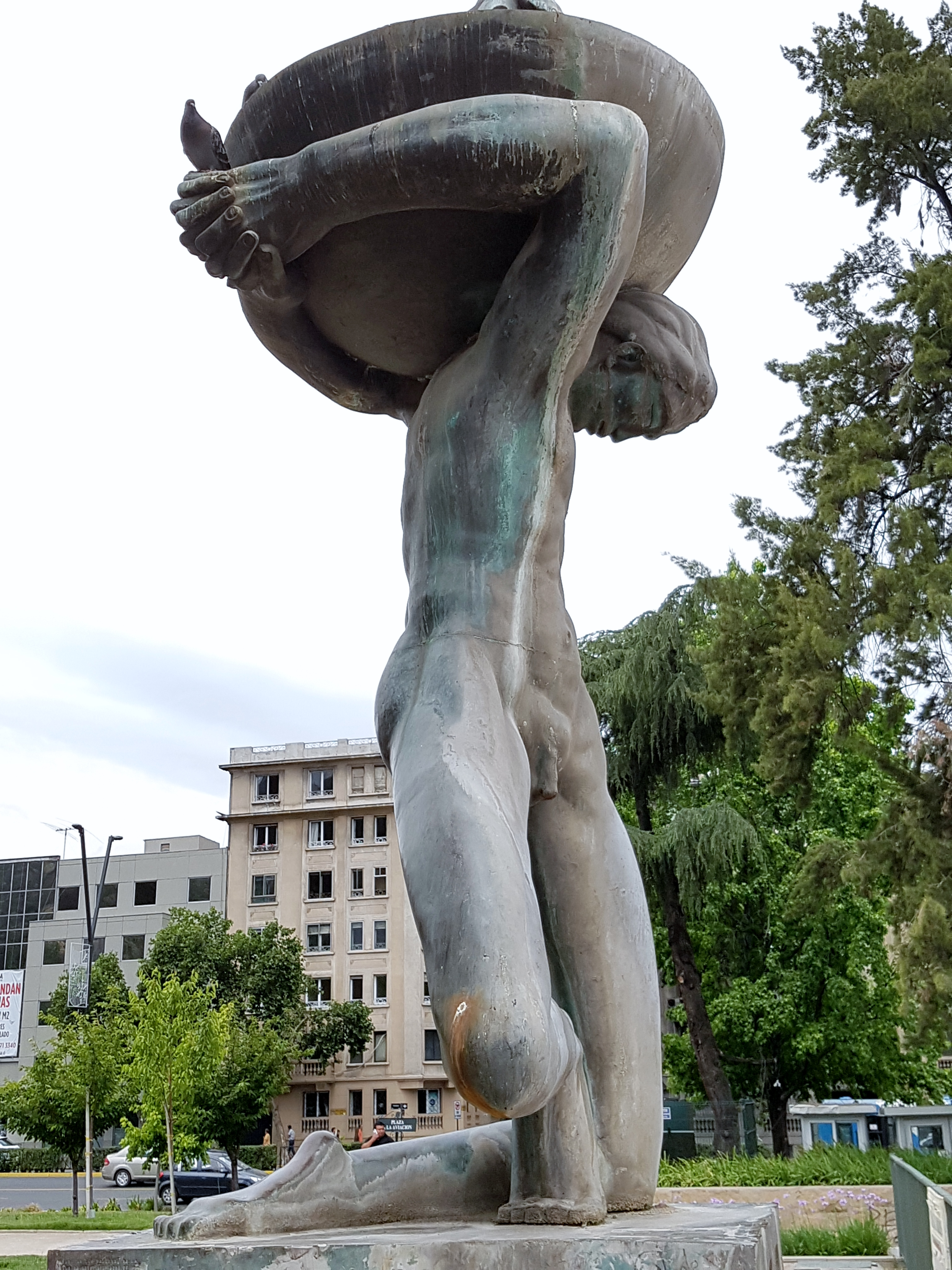
Monumento a Rodó (1944), en homenaje al escritor uruguayo José Enrique Rodó, ubicada en la plaza a la Aviación en el parque Balmaceda de Providencia.

Es hijo del científico ecologista alemán Federico Albert Taupp quien en 1915, en plena Primera Guerra Mundial envió a Tótila a estudiar en la Academia de Bellas Artes de Berlín, donde recibió lecciones de dibujo de Martín Koerte y de escultura en el taller de Franz Metzner. Logró exponer en la Academia de Bellas Artes de Prusia y aunque se matriculó en la Escuela de Agronomía de la Universidad de Chile no ejerció esa profesión.
Si bien en un principio se interesó por la temática científica que hizo célebre a su padre, al final quedó fascinado por el arte escultórico. Considerado un renovador de la escultura nacional, entre sus obras se pueden citar Tierra, Aire y el Monumento a Rodó. Su originalidad y el cambio en la estética escultórica fue motivo de elogios por parte de los admiradores de los movimientos vanguardistas y contemporáneos en Chile, aunque también fue objeto de críticas por los sectores socialconservadores de la sociedad chilena de aquella época, particularmente por sus esculturas en espacios públicos sobre desnudos, el cual lo convirtió en uno de los pioneros del nudismo en Chile aplicado a este género escultórico.
Es becado por el gobierno para ir a estudiar a Europa participando de la Generación del Veintiocho. Recorrió Francia, Italia y Alemania para estudiar Escultura Ornamental. Hasta el inicio de la II Guerra Mundial, vivió en Alemania, regresando posteriormente a Chile a ejercer como profesor de Escultura en la Universidad de Chile. Asimismo, en Santiago contrajo matrimonio con la alemana Ruth Ehrmann, la cual había conocido durante su estadía en Berlín y tuvieron una hija, Luz.
La poetista Gabriela Mistral publicó en 1939 un comentario positivo sobre la obra de Tótila Albert, la cual elogió calificándola como «arte universal». En 1940 fue uno de los artistas fundadores de la Asociación Chilena de Pintores y Escultores. En 1953 fundó y dirigió su propia academia, la que funcionó en el subterráneo del Teatro Mauri.
Murió en Santiago el 27 de septiembre de 1967.
Tiene obras en varios puntos de la capital de Chile, como en el Parque O'Higgins, el Parque Forestal, el Cerro Santa Lucía, el Museo de Arte Contemporáneo y dos obras en el Cementerio General, una de ellas sobre la tumba del expresidente Pedro Aguirre Cerda.